# 日本帝国主義
日本帝国主義（にほんていこくしゅぎ、旧字体：日本帝󠄁國主義、略称: 日帝）とは、日本における帝国主義を指す用語。
一般的には明治維新から日本の降伏までの時期を指す。または、1932年の五・一五事件以降、政党政治が崩壊したため、1932年から第二次世界大戦終結の1945年までのいわゆる「大日本帝国」における植民地主義、覇権主義、膨張主義、軍国主義、超国家主義などを指す場合が多いが、それ以外の時代も含めて批判的に使われる場合もある。また特に社会主義や共産主義の立場からは、日本における帝国主義論の用語としても使われている。

## 概要
「帝国」の本来の意味は、複数のより小さな国や民族などを含めた広大な領域を統治する国家のことで、「帝国主義」とはそれを目指す思想・政策・体制である。またウラジーミル・レーニンの帝国主義論では、「帝国主義」とは資本主義の最終段階と定義された。日本は明治維新後、西欧列強に追いつくために、強引な西欧化から近代化を行い、富国強兵・殖産興業を押し進め、西欧列強の植民地政策に追随した帝国主義諸政策を推進していった。
その結果として、日清戦争・日露戦争・韓国併合・第一次世界大戦などを通じて、大陸進出を着実に進展させ、台湾・朝鮮・関東州・南洋群島などを「外地」として支配して領土を増やした。併合した朝鮮・台湾の同化政策や、満州事変・日中戦争（支那事変）・太平洋戦争勃発などに前後して、大東亜共栄圏や八紘一宇を掲げて皇民化教育を行った。これらの日本統治時代は、大韓民国などでは「日帝時代」とも呼ばれている。
第二次世界大戦終結後の日本に対しては、「日本帝国主義」や「日帝」との表現は、特に韓国、中国においては反日の批判が内在し、日本の軍事大国への復活の恐怖や、その戦後処理が不十分と考える立場からの批判的な意味を強く持っている。

また日本共産党などは第二次世界大戦終結までの日本を「日本帝国主義」と定義している。しかし第二次世界大戦後の日本に対する現状認識は、日本のマルクス・レーニン主義党派でも分かれており、日本共産党は「アメリカ合衆国への事実上の従属国の立場になった」としてまず米国従属からの自立が必要という二段階革命論を主張するが、多くの新左翼は日本帝国主義が復活しつつあるとして直接的に一国革命論を柱とするソ連型社会主義あるいは反帝反スタ主義へ移行せよという、一段階革命論を主張した。

## 関連書籍
- 「日本帝国主義論」（服部之総、福村出版、1974年）
- 「日本帝国主義 1894‐1945 ― 居留地制度と東アジア ―」（W.G.ビーズリー、岩波書店、1990年）
- 「日本帝国主義の経済政策」（後藤靖）、柏書房、1991年）
- 「日本帝国主義史研究」（江口圭一、青木書店、1998年）
- 「日本帝国主義の形成」（井上清、岩波書店、2001年）
- 「日帝時代, わが家は」（羅英均、みすず書房、2003年）
- 「日本帝国主義下の植民地労働史」（松村高夫、不二木書店、2007年[8]）